# Colin Bass

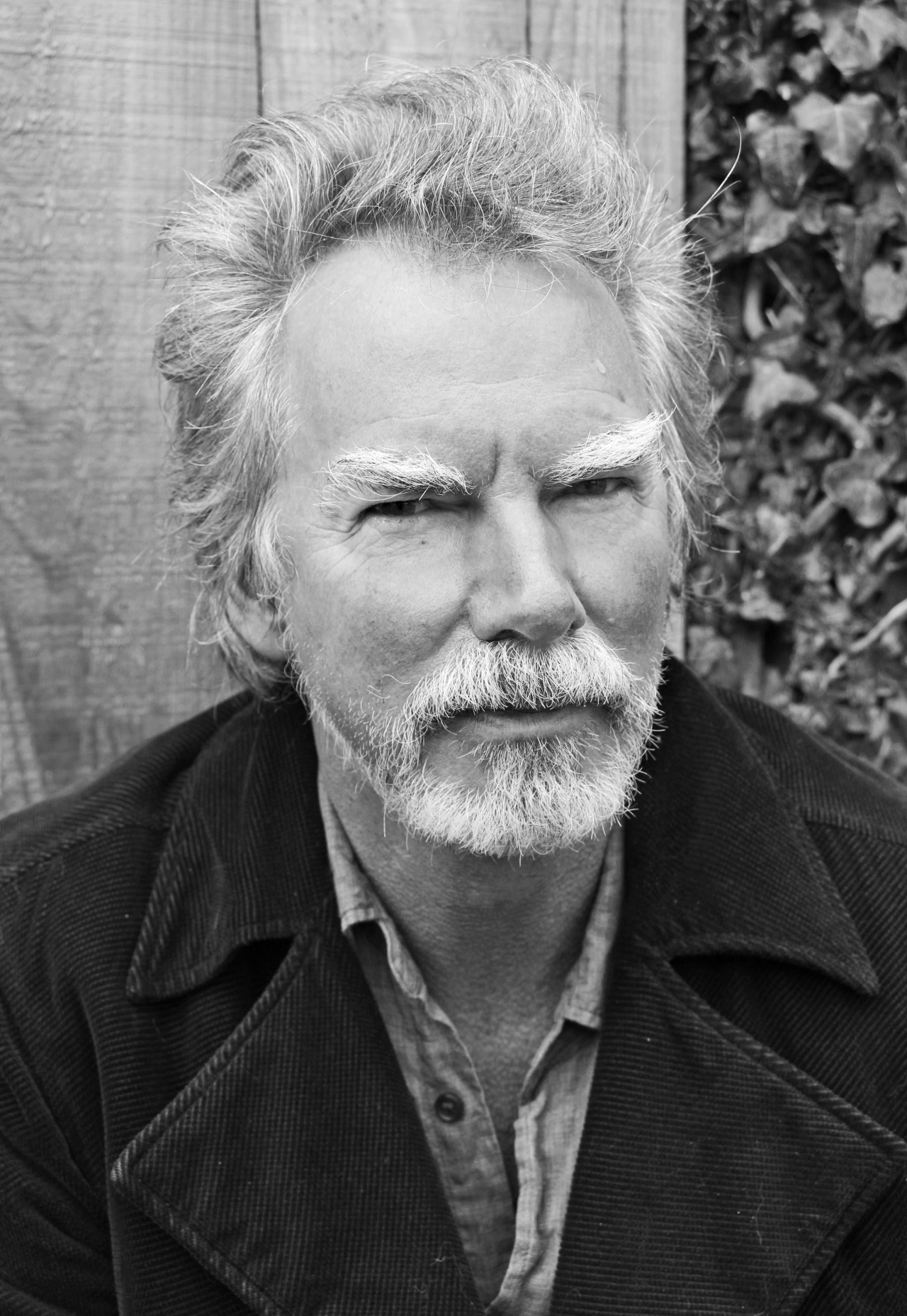
Colin Bass

Colin Bass, ook bekend als Sabah Habas Mustapha (Londen, 4 mei 1951), is een Britse progressieve rock muzikant, bassist, producer, singer-songwriter en een actief lid van de Engelse progressieve-rockband Camel.

## Geschiedenis
Bass begon zijn professionele carrière in 1968 als gitarist van de band The Krisis, die veelal in the Engelse clubcircuit speelde. Kort daarop ruilde hij zijn gitaar in voor een basgitaar en formeerde The Daisy Showband met gitarist Ian Gomm voordat hij zich in 1970 bij Velvet Opera voegde. Met deze groep maakte hij voor Spark Records zijn eerste studio-opname. In 1971 trad hij toe tot een doorstart van de bekende jaren 60-band The Foundations en speelde ruim een jaar in clubs vooral in het noorden van Engeland.
In datzelfde jaar stelde zijn voormalige bandmaatje Ian Gomm, die inmiddels in Brinsley Schwarz speelde, Bass voor aan Ernie Graham, voorheen Eire Apparent en samen met gitarist Jonathan Glemser formeerde men de band Clancy. De band werd onderdeel van de groeiende Pub-Rock scene en tekende een contract met Island Records maar werden gedropt na artistieke meningsverschillen met producer Muff Winwood. Kort daarop tekende de band een contract bij Warner Brothers en nam twee albums op: "Seriously Speaking" (1974) en "Every Day" (1975). De band bestond op dat moment uit: Colin Bass (bas, zang), Ernie Graham (gitaar, zang), Gasper Lawal (percussie), Dave Vasco (gitaar), Dave Skinner (keyboards, zang) en Barry Ford (drums, zang).
Clancy ging uit elkaar in 1976 en Bass trad toe tot de band van Steve Hillage, die een tour voorbereidde om zijn album "L" te promoten. Hierna volgde een zes maanden durende tour door Europa en Amerika. In deze band bevond zich ook ex-Jethro Tull drummer Clive Bunker.
In 1977 werd Colin uitgenodigd door de Amerikaanse saxofonist en componist Jim Cuomo, die in het verleden weleens was ingevallen bij Clancy,om te spelen in diens musical "Woe Babylon" op het beroemde Edinburgh Festival. De band bestond verder uit pianist Ollie Marland en drummer Miguel Olivares. Dit kwartet is ook wel bekend als the Casual Band. Olivares werd later vervangen door ex-Back Door drummer Tony Hicks. Er werden opnamen van deze band gemaakt met producer Tom Newman maar deze zijn nooit uitgebracht.
In 1979 werd Bass door Laurie Small, de tourmanager van Steve Hillage, geïntroduceerd bij de Britse progressieve-rockband Camel, die op dat moment bestond uit Andrew Latimer (gitaar, zang), Andy Ward (drums), Kit Watkins en Jan Schelhaas (toetsen). In de bezetting met Bass werden twee albums opgenomen: "I Can See Your House From Here" (1979) en "Nude" (1980) en daarbij werden twee internationale tournees gedaan.
In 1980 tourde Colin Bass samen met Andy Ward en Dave Skinner (Roxy Music, 801) als de gelegenheidsband van Duncan Browne. Ze speelden o.a. in de Eksit in Rotterdam.
Aan het einde van de "Nude"-tour in 1981 leidde Andy Wards gezondheidsprobleem ertoe dat Latimer de band opdoekte. Bass verhuisde naar Parijs waar hij een album opnamen en toerde met oud-collega Jim Cuomo. In 1983 verhuisde hij terug naar Engeland waar hij als sessiemuzikant in het clubcircuit werkte totdat Andrew Latimer hem opnieuw uitnodigde om met Camel te toeren, nu naar aanleiding van het album "Stationary Traveller".
In datzelfde jaar begon hij met de Anglo-Ghanese band Orchestra Jazira. Dit leidde tot ontmoeting met de wereldmuziek pioniers 3 Mustaphas 3. Bass werd bandlid en kreeg het pseudoniem Sabah Habas Mustapha.
Tussen 1985 en 1991 namen 3 Mustaphas 3 vier albums op en diverse singles en ep's, en er ontstond een ware cult ten gevolge van hun live-optredens. Ze toerden door Amerika, Europa, Japan en ook in de Sovjet-landen en Oost-Duitsland, Hongarije en Bulgarije.
Toen de 3 Mustaphas 3 hun activiteiten in 1991 stopten vertrok Bass naar Indonesië waar hij in 10 jaar tijd drie soloalbums met Indonesische muzikanten opnam onder zijn pseudoniem 'Sabah Habas Mustapha'.
Het eerste album "Denpasar Moon" (1994), werd opgenomen in Jakarta en was een ontdekkingstocht in de populaire muziekstijl Dangdut. De titelsong werd een enorme hit in Indonesië in een cover-versie van de Filipijnse Maribeth en het nummer werd in de jaren daarna nog vaak gecoverd door ruim 40 verschillende indonesische artiesten.
In de jaren 90 volgde een nieuwe periode met Camel. De groep was lange tijd afwezig geweest door juridische geschillen met het voormalig management van de band. In 1991 nodigde Andrew Latimer, inmiddels woonachtig in Californië, Bass uit om deel te nemen aan de opnamen van het album "Dust and Dreams", de eerste uitgave onder het nieuwe label Camel Productions, gevolgd door een wereldtournee in 1992 met als bezetting: Latimer, Bass, Mickey Simmonds (toetsen) en Paul Burgess (drums).
Tussen 1992 en 2003 bracht Camel nog drie studioalbums uit en dito tournees waar ook livealbums weer het gevolg van waren.
Hun laatste tour stamt uit 2003 en werd de "farewell" tour genoemd. Hiervan is tot dusver nog geen live-materiaal verschenen.
In 1997 richtte Colin het Kartini Music label op. Het eerste album dat werd uitgebracht was wederom een Sabah Habas Mustapha album, "Jalan Kopo", opgenomen in Bandung en ditmaal beïnvloed door muziek uit West-Java. In 1998 bracht Bass via Kartini Music zijn eerste solo-album uit onder zijn eigen naam: "An Outcast of the Islands". Het werd opgenomen in Polen en Californië met als begeleidingsband onder andere Andrew Latimer (gitaar), de toenmalige Camel-drummer Dave Stewart en een aantal Poolse muzikanten. Het album zorgde voor vele lovende kritieken in zowel de progressieve rockscene als popscene, en vestigde zijn naam in met name Polen en Oost-Europese landen.
De tour die volgde na dit album leverde twee live-albums op: "Live at Polskie Radio 3" (1999) en "Live Vol.2: Acoustic Songs" (2000).
In 2000 kwam ook een nieuw album onder zijn pseudoniem 'Sabah Habas Mustapha' uit, getiteld "So La Li". Het album - een samenwerking met multi-instrumentalist Ismet Ruchimat en diverse muzikanten uit zijn groep Sambasunda - was opgenomen in Bandung en was een verdere verkenning van zijn muzikale invloeden uit de Sudanese regio. "So La Li" kreeg lovende kritieken in de wereldmuziek-scene en werd zelfs genomineerd voor de prestigieuze BBC Radio 3 World Music Award.
In 2003 bracht Kartini Music het tweede Colin Bass studioalbum uit, "In The Meantime".
Naast zijn eigen projecten en bands heeft Bass door de jaren heen ook vele albums ingespeeld voor internationale artiesten als de Malinese ster Oumou Sangare, de Algerijnse pianist Maurice el Medioni en de Zimbabwaanse "first lady of the Mbira" Stella Chiweshe.
Als producer heeft hij diverse producties gedaan met artiesten als de New Yorkse klezmerband The Klezmatics, Egyptische bruiloft-koning Ali Hassan Kuban, het Javaanse gamelan orkest Sambasunda, de popgroep Tarika uit Madagaskar, de folkband Daniel Kahn & the Painted Bird en de Duitse singer-songwriter Jenny Weisgerber.
In 1994 begon Bass, inmiddels woonachtig te Berlijn, een radioprogramma voor de Duitse RBB Radio Multikulti en WDR Funkhaus Europa getiteld "Sabah am Sonntag". Hier presenteert hij iedere zondag muzikale rariteiten, bijzondere opnamen en samenwerkingen uit het heden en uit de muziekgeschiedenis.
Ook is hij een veelgevraagd expert op het gebied van Indonesische Popmuziek. Hij geeft regelmatig presentaties en showcases over dit onderwerp en leverde bijdrage aan belangrijke geschiedkundige wereldmuziekencyclopedieën als "The Rough Guide to World Music" (Penguin Books), "Auge & Ohr : Ear & Eye" (neue zeitschrift für musik), "Anders Reisen: Indonesien" (Rowohlt) en leverde bijdrage aan tijdschriften als Froots en Songlines.
Volgens zijn officiële website werkt hij rond 2015 aan een derde soloalbum en aan een tweede album voor Jenny Weisgerber. Ook produceert hij op dan moment twee postuum albums van de onlangs overleden Amerikaanse gitarist Prince Robinson.

## Discografie

### Als Colin Bass
- 1998 - An Outcast Of The Islands
- 1998 - As Far As I Can See ep
- 1999 - Denpasar Moon ep
- 1999 - Live At Polskie Radio 3 2cd
- 1999 - Poznań Pie – Live In Concert VHS
- 2000 - Live Vol. 2 - Acoustic Songs
- 2002 - Gently Kindly
- 2003 - In The Meantime
- 2003 - An Outcast Of The Islands – Remastered + 3 bonustracks
- 2005 - Planetarium - With Józef Skrzek
- 2006 - In The Meantime - Remastered + 5 bonustracks
- 2015 - At wild end
- 2020 - Still met Daniel Biro
- 2024 - More met Daniel Biro

### Als Sabah Habas Mustapha
- 1994 - Denpasar Moon
- 1998 - Jalan Kopo
- 1999 - So La Li
- 2001 - Sambasunda – Berekis
- 2004 - Denpasar Moon 2004 – remastered + bonus

### MetCamel
- 1979 - I Can See Your House From Here
- 1981 - Nude
- 1984 - Pressure Points – Live In Concert
- 1991 - Dust and Dreams
- 1993 - Never Let Go – live-2cd
- 1996 - Harbour Of Tears
- 1997 - On The Road 1981
- 1998 - Coming Of Age - live-cd en dvd
- 1999 - Rajaz
- 2001 - The Paris Collection – live
- 2002 - A Nod And A Wink
- 2012 - In from the Cold - live-dvd

### Met3 Mustaphas 3
- 1987 - Shopping
- 1990 - Soup of the Century
- 1991 - Friends, Fiends & Fronds
- 2001 - Play Musty For Me